# ヤン・シュラウドラフ
ヤン・シュラウドラフ（Jan Schlaudraff、1983年7月18日 - ）は、ドイツ・ノルトライン＝ヴェストファーレン州ヴァルトブレール出身の元サッカー選手。元ドイツ代表。現役時代のポジションはフォワード。
2022年1月からオーストリア・ブンデスリーガに属するSKNザンクト・ペルテンのスポーツ部門取締役を務めている。

## 選手経歴

### 幼少期
6歳の時、地元クラブのJSGヴィッセンでサッカーを始め、10歳からはハッシア・ビンゲンでプレーする。

### ボルシア・メンヒェングラットバッハ
2002-03シーズン、19歳でボルシア・メンヒェングラットバッハとプロ契約し、2003年2月19日、VfLヴォルフスブルク戦においてドイツ・ブンデスリーガ1部でのデビューを果たす。同シーズン、ドイツ・ブンデスリーガで4試合に出場。度重なる怪我や細菌性関節炎の影響により長期離脱が重なり、2004年6月までブンデスリーガ1部での出場は10試合に留まった。

### アレマニア・アーヘン
2004-05シーズン、当時ドイツ・ブンデスリーガ2部に属していたアレマニア・アーヘンに移籍、後半シーズン17試合中15試合に出場。在籍2シーズン目となった2005-2006シーズンには抜群のゴール嗅覚を武器に29試合で11ゴール7アシストを記録。チームの中心選手へと成長し、ブンデスリーガ1部昇格の原動力となった。
2006-07シーズン、28試合に出場し8得点を記録する。チームNr.1の得点数を決めた。
2006年12月20日、DFBポカールのベスト16においてFCバイエルン・ミュンヘンと対戦、先発出場で1得点を決めチームの勝利に貢献した。

### FCバイエルン・ミュンヘン
2007年1月にはその活躍が評価され同じくドイツ・ブンデスリーガ1部に属するFCバイエルン・ミュンヘンへの移籍が内定した。2007年7月から新クラブに加入したものの、度重なる負傷や厳しいライバル争いに敗れている形で、公式戦での出場機会は14試合と限られた。

### ハノーファー96
2008-09シーズン、同じくドイツ・ブンデスリーガ1部に属するハノーファー96と2012年6月30日までの契約で完全移籍した。自身初戦となるボルシア・メンヒェングラットバッハとの試合で2得点を記録し、勝利に貢献した。この頃からフォワードではなくトップ下のポジションで試合に出場する事が主になり、2008-09シーズンはリーグ戦で合計22試合に出場して5得点4アシスト、2010-11シーズンでは21試合で4得点7アシストを記録しチームを牽引した。
UEFAヨーロッパリーグ 2011-12予選ラウンドのプレーオフで優勝候補のセビージャFCと対戦、2得点を決めグループラウンド進出へとチームを導いた。
2011年12月、ハノーファー96と2015年6月30日まで契約延長した。
2012年2月16日、UEFAヨーロッパリーグ 2011-12決勝ラウンドのラウンド32におけるクラブ・ブルッヘ戦で決勝点を決めた。
この試合でスティーブ・チェルンドロ交代後、自身初めてハノーファー96のキャプテンマークを付けた。同シーズンはUEFAヨーロッパリーグの準々決勝まで進出した。
2014-15年シーズン終了後、31歳で現役生活にピリオドを打った。ハノーファー96では172試合の公式戦に出場し25得点30アシストを記録した。

### ドイツ代表
2002年8月21日、U-20スイス代表との親善試合で、U-20ドイツ代表デビューを果たす。
U-21ドイツ代表には2004年度は3回召集され、同年8月17日のU-21リトアニア代表戦で、U-21ドイツ代表デビューを果たす。
2006年10月7日、ジョージア代表戦でドイツA代表デビューを飾った。

## クラブ役員
UEFA Bライセンスを取得後、当時1.FCケルンのスポーツ部門取締役を務めていたヨルク・シュマトケとホルスト・ヘルトスポーツディレクターの下でフロントスタッフとしての研修を受ける。2016年8月からケルンに本社を置くエージェント会社SportsTotalのスカウティングや選手のケアを担当するスタッフに就任した。
2019年4月、ハノーファー96のスポーツ部門取締役のアシスタントに就任。
2019年7月、同クラブのスポーツディレクターに昇進した。
2022年1月3日、オーストリア・ブンデスリーガに属するSKNザンクト・ペルテンのスポーツ部門取締役に就任した。同クラブはドイツ・ブンデスリーガ1部に属するVfLヴォルフスブルクと2025年までの業務提携を締結しており、ヴォルフスブルク側の推薦もあり実現した人事となった。

## タイトル
FCバイエルン・ミュンヘン
- DFLリーガポカール 優勝:1回（2007）
- ドイツ・ブンデスリーガ 優勝:1回（2008）
- DFBポカール 優勝:1回（2008）

## 表彰
2006年9月、 ドイツ・ブンデスリーガ月間最優秀選手に選出。
2006年11月、ドイツ・ブンデスリーガ月間最優秀ゴールに選出。
2011年11月、ドイツ・ブンデスリーガ月間最優秀ゴールに選出。
2011-12シーズン、ドイツ・ブンデスリーガシーズン最優秀ゴールに選出。
2012年3月、ニーダーザクセン州の年間最優秀選手に選出。

## その他
2007年、シンガー･ソングライターのラインハルト・メイと共にバラード曲「Drei Jahre und ein Tag」をレコーディング、アルバム「Bunter Hund」に収録されている。
ビデオゲーム「Pro Evolution Soccer 2008」のドイツ版の表紙をクリスティアーノ・ロナウドと一緒に飾っている。